# Gromačka špilja
Gromačka špilja ili špilja za Vlakom špilja je u Dubrovačko-neretvanskoj županiji. Za znanstvenu je javnost prvi put otkrivena tek 1985. tijekom potrage za izvorima vode u speleološkim objektima.

## Položaj i pristup
Ulaz u špilju se nalazi oko dva km zračne linije sjeveroistočno od najviših kuća u selu Gromača u Dubrovačkom primorju, na nadmorskoj visini od 605 m. Nije ju jednostavno pronaći niti je lako doći do nje. Do podnožja Spasovog brda može se doći automobilom, a nakon toga se penje uzbrdo pješice kroz krš do samog ulaza u špilju, uske i jedva prolazne pukotine u stijeni.

## Opis špilje
Špilja za Gromačkom vlakom predstavlja višeetažni, razgranati objekt s protočnom funkcijom, hidrološki još uvijek aktivan, jer se u njoj pojavljuje vodeni tok i periodična podzemna jezera. Golemih je dimenzija, a podzemni se prolazi s galerijama protežu u ukupnoj dužini od 2.172 m, pa po tome zauzima 14. mjesto među najduljima speleološkim objektima u Hrvatskoj. Visinska razlika od ulaza do najniže točke, podzemnog jezera kojeg tvori mali potok, seže do dubine od 212 m. Nakon pukotinskog ulaza pruža se glavni špiljski hodnik nastao u jurskom vapnencu, širina mu negdje prelazi 30 m, a visina oko 20 m. Hodnik se dalje strmo spušta u pravcu sjeveroistoka. Na njegovu se dnu povremeno stvori jezero površine oko 400 m2. Na ovom se dijelu hodnik sužava prelazeći u dvoranu nazvanu Veliki spuž, kojom se spiralno spušta prema Dvorani Dubrovačkih trubadura. Put vodi dalje u Kristalnu dvoranu iz koje se istočno odvaja veliki i prelijepi Korjeniti kanal zadivljujuće ljepote spiljskih ukrasa. Drugi dio špilje se sastoji od labirintnog spleta kanala koji često prelaze jedan iznad drugog. Ljepotom se posebno ističu Aragonitni kanal s predivnim aragonitnim heliktitima, te Kanal crnih koralja s tamnim koraloidima. Najkraći, ali i najteže prolazan je treći dio špilje. Njega čini uski i vrlo strmi kanal na čijem dnu i za vrijeme suša teče potok koji povremeno nestaje u nekoliko jamskih vertikala. U najdubljoj od njih je malo sifonsko jezerce kojim špilja prividno završava jer je uočena pukotina kojom se ona nastavlja.

## Povijest špilje
Za ljude kraja u kojem se nalazi, špilja poznata od pamtivijeka, a za javnost je otkrivena tek 1985. godine kada su članovi Speleološkog odsjeka sveučilišnog Planinarskog društva Velebit iz Zagreba istraživali špilje i jame u području od Slanog do rijeke Omble radi traganja za akumulacijama pitke vode u speleološkim objektima. U čast otkrića, sastav Dubrovački trubaduri je održao koncert u dvorani koja danas nosi njihovo ime. Već 5. lipnja 1986. godine, špilja za Gromačkom vlakom je zbog svojih estetskih, geomorfoloških i arheoloških vrijednosti zaštićena kao geomorfološki spomenik prirode.

## Povijesne i prirodne zanimljivosti
U ulaznom kanalu nalazi se jedan od najljepših i najvećih saljeva u našima špiljama, dužine preko 75 m. Korjeniti kanal je posebno lijep jer je potpuno zasigan, a osvijetljen na sve strane raspršuje kristalne odsjaje svjetla. Posebnu vrijednost špilji daje otkriće tragova bosih nogu prethistorijskog čovjeka u drugom dijelu špilje, na oko 300 m udaljenosti od ulaza, sačuvani u tankoj sigastoj kori. Analiza sigovine pokazala je da bi mogli biti stari čak 12.000 godina i potjecati od paleolitskog čovjeka kulture starijeg kamenog doba. Osim tragova stopala, ništa manji interes nije izazvalo ni otkriće ulomaka stare, prethistorijske keramike čija se starost procjenjuje na oko 4.000 do 5.000 godina prije Krista, kao svjedočanstva postojanja života u mlađem kamenom dobu. To su ulomci razbijenih vrčeva kojima su prvi posjetioci, a možda i stanovnici špilje išli po vodu u udaljene kanale kad bi na ulaznom dijelu presušila. Prema frakturi na lomu i karakterističnim šarama ova keramika svrstana je u razdoblje između kasnog neolita i eneolita (prije 5.000 – 4.000 godina). Ljepotom se ističe i Aragonitni kanal, s neviđenim aragonitnim cvjetovima i stalaktitima, te Kanal crnih koralja u kojem dominiraju tamni koraloidi.
Gromačku špilju odlikuje i iznimno bogatstvo podzemne faune. Premda je ona i ranije istraživana, prva sustavnija biospeleološka istraživanja proveli su članovi Hrvatskog biospeleološkog društva (HBSD) tijekom 2003. i 2004. godine. Među tristotinjak do sada evidentiranih životinjskih svojti, uz kukce kornjaše, paučnjake, pauke i pseudoštipavce, grinje, kopnene i vodene rakove i neizbježne šišmiše, Gromačku su špilju posljednjih godina mještani često spominjali kao dom dinaridskog endema čovječje ribice (lat. Proteus anguinus) što su potvrdili Kletečki i Sur 1996. Ova je špilja iznimno biološko nalazište i onih vrsta koje do sada nisu bile poznate u Hrvatskoj, a novija su istraživanja utvrdila i neke koje su čak i potpuno nove za znanost. U ulaznoj dvorani koja je najbogatija organskom tvari nalazimo brojne troglofilne organizme kao što je Apfelbeckia lendenfeldi, koja je dužinom od preko 10 cm najveća u Europi, te dalmatinski špiljski konjic (lat. Dolichopoda araneiformis). Ističu se čak četiri vrste lažištipavaca, među kojima je slijepi ronkus (lat. Roncus anophthalmus), zatim pauk hercegovačka stalagtia (lat. Stalagtia hercegovinensis), te još veći predator ogromna špiljska stonoga nazvana špiljski lav (lat. Polybothrus leostygis). Duž cijele špilje može se naći Apfelbekov antroherpon (lat. Antroherpon apfelbecki apfelbecki) za kojeg je ovo, uz Močiljsku špilju, tek drugo nalazište u Hrvatskoj. Ova špilja predstavlja tipsko nalazište amfipodnog rakušca (lat. Accubogammarus algor jalzici), te za Hrvatsku prvo nalazište troglobiontnog kornjaša (lat. Hadesia vasiceki), prilagođenog za filtriranje podzemne vode koja se slijeva po stijenama. Do sada je zabilježeno tek šest nalazišta ovog jedinstvenog kukca. Također je nađen Schaefernov rakušac (lat. Typhlogammarus mrazeki), koji može dostići do 3 cm duljine, špiljski plošnjak Aegopis spelaeus, jedan od tri najveća špiljska puža na svijetu, te troglobiontski puž (lat. Pholeoteras euthrix). Osim toga prvi nalaz endemične Absolonove pijavice bez pigmenta i očiju (lat. Dina absoloni) u Hrvatskoj zabilježen je upravo u prostorima Gromačke špilje, a prije toga je po prvi put za znanost opisana 1913. godine u špilji Vjetrenica na prostoru Zavale u Bosne i Hercegovine. Absolonova je pijavica prva otkrivena stigobiontna pijavica na svijetu. Gotovo sve ove vrste pripadaju podzemnom faunističkom kompleksu šire okolice Popovog polja u susjednoj Hercegovini u koji očito spada i Gromačka špilja.

## Status
Znanstveno opisana i spada u skupinu neuređenih, ali posjećivanih špilja. Monumentalnost podzemnih prostora, ljepota špiljskih ukrasa i blizina Dubrovnika već su dovoljan razlog za turističko uređenje špilje. Provedeno je ekološko istraživanje ove špilje u sklopu projekta "Ekološka istraživanja špilja i jama na području Grada Dubrovnika", kojeg provodi Hrvatsko biospeleološko društvo. Izrađen je elaborat za turističko uređenje i korištenje špilje koja bi mogla postati zamašnjak u turističkom razvoju ovog kraja. Zbog svojih geomofroloških, paleontoloških i arheoloških vrijednosti zaštićena je 1986. godine
.

## Vanjske poveznice
- Primož Jakopin - fotogalerija Gromačke špilje
- Hrvatski speleološki poslužitelj - Stopama Gromačkog pračovjeka  Arhivirana inačica izvorne stranice od 13. prosinca 2009. (Wayback Machine)
- Projekt ekološko turističke valorizacije Gromačke špilje
- Zaštićene prirodne vrijednosti  Arhivirana inačica izvorne stranice od 7. travnja 2010. (Wayback Machine)
- Zaštićena geo baština RH (PDF)